# Distrito de Falaba
El distrito de Falaba es uno de los catorce distritos de Sierra Leona y uno de los cuatro de la provincia del Norte. Cubre un área de 7423 km² y albergaba una población de 166 205 personas en 2021. La capital es Bendugu.

## División administrativa
El distrito está dividido en 13 municipios (chiefdoms). Su población en 2015 era la siguiente:
- Delemandugu 21 013
- Dembelia 10 228
- Dembelia-Sinkunia 21 449
- Folosaba 10 691
- Kamadu Yiraia 13 230
- Kebelia 8972
- Kulor Saradu 12 375
- Mongo 15 521
- Morifindugu 11 302
- Neya 25 239
- Nyedu 5090
- Sulima 26 667
- Wollay Barawa 23 576